# Edo (Bundesstaat)

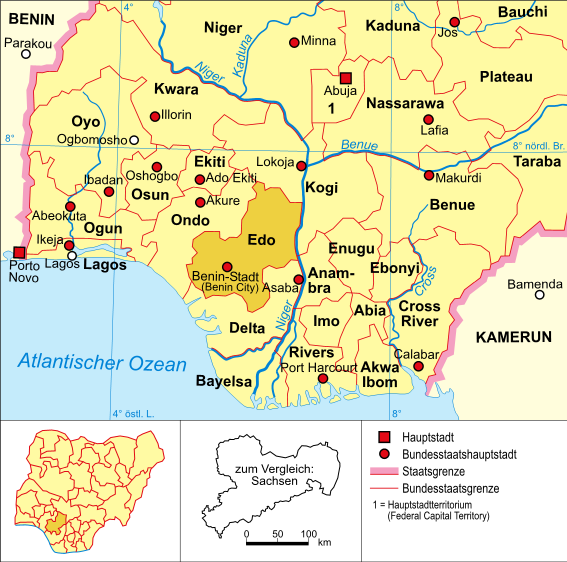
Lage von Edo in Nigeria

Edo ist ein Bundesstaat des westafrikanischen Landes Nigeria mit der Hauptstadt Benin City, die mit 1.125.126 Einwohnern (2005) auch die größte Stadt des Bundesstaates ist.

## Geografie
Der Bundesstaat liegt im Süden des Landes und grenzt im Norden und Nordosten an den Bundesstaat Kogi, im Süden an den Bundesstaat Delta, im Südosten an den Bundesstaat Anambra und im Westen an den Bundesstaat Ondo. Der Okomu-Nationalpark liegt ca. 60 km von Benin City entfernt, im nordwestlichen Gebiet des Bundesstaates.

## Bevölkerung
Edo hat eine eigene Sprache, die ebenfalls Edo oder auch Bini genannt wird. Sie wird von etwa einer Million Menschen gesprochen. Im Bundesstaat Edo werden Edoide Sprachen oder Pidgin English gesprochen, Yoruba als Verkehrssprache Nigerias oft zumindest verstanden.

## Geschichte
Der Bundesstaat entstand am 27. Mai 1967 unter dem Namen „Mid-Western“. Am 3. Februar 1976 wurde er in „Bendel“ umbenannt. Am 27. August 1991 erhielt er seinen heutigen Namen Edo. Erster Administrator war von 1967 bis 1975 Samuel Ogbemudia. Aktueller Gouverneur ist seit 2016 Godwin Obaseki.

## Administratoren und Gouverneure
- Samuel Ogbemudia (Administrator 1967–1975)
- George Innih (Gouverneur 1975–1976)
- Hussaini Abdullahi (Gouverneur 1976–1978)
- Abubakar Waziri (Gouverneur 1978–1979)
- Ambrose Alli (Gouverneur 1979–1983)
- Samuel Ogbemudia (Gouverneur 1983)
- Jeremiah Timbut Useni (Gouverneur 1984–1985)
- John Inienger (Gouverneur 1985–1987)
- Tunde Ogbeha (Gouverneur 1987–1990)
- John Yeri (Gouverneur 1990–1992)
- John Oyegun (Gouverneur 1992–1993)
- Mohammed Abul-Salam Onuka (Administrator 1993–1994)
- Bassey Asuquo (Administrator 1994–1996)
- Baba Adamu Iyam (Administrator 1996–1998)
- Anthony Onyearugbulem (Administrator 1998–1999)
- Adams Oshiomhole (Gouverneur 2008–2016)
- Godwin Obaseki (Gouverneur 2016–2024)
- Monday Okpebholo (Gouverneur 2024–)

## Verwaltung
Der Staat gliedert sich in 18 Local Government Areas. Diese sind: Akoko-Edo, Egor, Esan Central, Esan North-East, Esan South-East, Esan West, Etsako Central, Etsako East, Etsako West, Iguegben, Ikpoba-Okha, Ohionmwon, Oredo, Ovia North-East, Ovia South-West, Owan East, Owan West und Uhunmwonde.

## Wirtschaft
Edo ist reich an Bodenschätzen und so werden Erdöl, Erdgas, Lehm, Kreide und Marmor gefördert. Die überwiegende Teil der Bevölkerung ist in der Landwirtschaft beschäftigt. Es werden Kautschuk, Kakao, Kokos, Getreide, Yams, Maniok, Reis, Bananen, Mais sowie Obst und Gemüse angebaut. Des Weiteren befinden sich im Staat Betriebe der pharmazeutischen und Zementindustrie sowie eine Anzahl Brauereien.